# 18 де Марзо, Бреча 120 ентре Сур 92 и Сур 93 (Ваље Ермосо)
18 де Марзо, Бреча 120 ентре Сур 92 и Сур 93 (шп. 18 de Marzo, Brecha 120 entre Sur 92 y Sur 93) насеље је у Мексику у савезној држави Тамаулипас у општини Ваље Ермосо. Насеље се налази на надморској висини од 14 м.

## Становништво
Према подацима из 2010. године у насељу су живела 3 становника.

### Хронологија
| Година       | 2000         | 2005         | 2010 |
| ------------ | ------------ | ------------ | ---- |
| Становништво | 58 (28 / 30) | 36 (19 / 17) | 3    |

### Попис
| # | Индикатор                     | Вредност |
| - | ----------------------------- | -------- |
| 1 | Укупно домаћинстава           | 1        |
| 2 | Укупно насељених домаћинстава | 1        |
| 3 | Величина локације             | 1        |